# Interpretationes nominum Hebraicorum
Der Liber interpretationis hebraicorum nominum ist eine Auflistung der in der Bibel vorkommenden hebräischen Namen, die in weitestem Sinn in literarischem, allegorischen oder moralisierenden Sinn gedeutet werden.
Im Rahmen der mittelalterlichen Bibeln und Bibelkommentare des 12. und 13. Jahrhunderts spielten die Interpretationes nominum Hebraicorum eine herausragende Rolle. Die Interpretationes wurden unter anderem dem englischen Gelehrten Stephen Langton zugeschrieben und enthalten in alphabetischer Anordnung eine Wortliste hebräischer Orts- und Personennamen, soweit diese in der Bibel vorkommen. Die lateinische Übersetzung der Namen fußte dabei wohl hauptsächlich auf dem Bibelübersetzer Hieronymus (347–419).
Der zunächst eigenständige Text hat vermutlich gegen Ende des 12. Jahrhunderts oder zu Beginn des 13. Jahrhunderts seine bekannteste Form erhalten und wurde als Nachschlagewerk schon bald zum Bestandteil der Bibel-Glossare und zum Anhang in hoch- und spätmittelalterlichen Bibeln. Erhalten ist eine große Zahl mittelalterlicher Abschriften, jeweils als Anhänge zu Bibelhandschriften.
Die Interpretationes nominum Hebraicorum erschienen erstmals gedruckt als Anhang zur Bibelausgabe von Konrad Sweynheym und Arnold Pannartz in Rom 1471 und wurden in den meisten Bibelausgaben bis 1515 ohne wesentliche Veränderungen nachgedruckt.